# باشگاه ورزشی العربی قطر

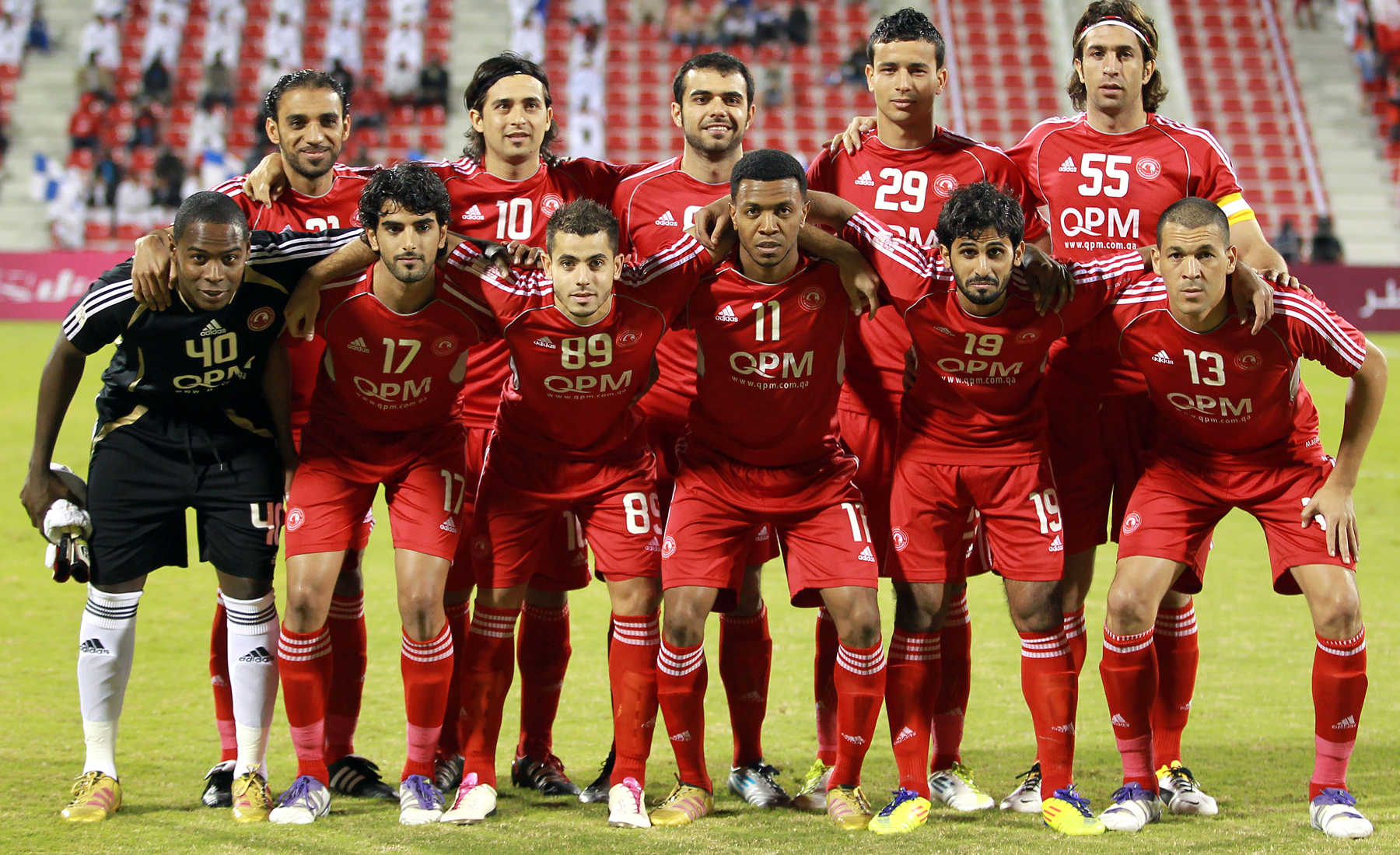
تیم فوتبال العربی قطر - نوامبر ۲۰۱۱

باشگاه ورزشی العربی (به عربی: النادی العربی الریاضی) یک باشگاه ورزشی در شهر دوحه و در کشور قطر می‌باشد که تیم فوتبال آن در لیگ ستارگان فوتبال قطر بازی می‌کند.
این باشگاه در سال ۱۹۵۲ میلادی با نام «التحریر» تأسیس شده‌است.
این تیم ۷ بار به مقام قهرمانی در لیگ ستارگان قطر رسیده‌است.
العربی ۸ مقام قهرمانی در جام امیر قطر، ۶ مقام قهرمانی در جام شیخ جاسم قطر و ۱ قهرمانی در جام ولیعهد قطر را در کارنامهٔ خود دارد.
این باشگاه در سال ۱۹۹۵ با شکست مقابل تای‌فارمرز بانک تایلند قهرمانی در مسابقات جام باشگاه‌های آسیا رسید.

## دست‌آوردها
- لیگ ستارگان قطر
  - قهرمانی (۷): ٬۱۹۸۳ ٬۱۹۸۵ ٬۱۹۹۱ ٬۱۹۹۳ ٬۱۹۹۴ ٬۱۹۹۶ ۱۹۹۷
- جام امیر قطر
  - قهرمانی (۸): ٬۱۹۷۸ ٬۱۹۷۹ ٬۱۹۸۰ ٬۱۹۸۳ ٬۱۹۸۴ ٬۱۹۸۹ ٬۱۹۹۰ ۱۹۹۳
- جام ولیعهد قطر
  - قهرمانی (۱): ۱۹۹۷
- جام شیخ جاسم قطر
  - قهرمانی (۶): ٬۱۹۸۰ ٬۱۹۸۲ ٬۱۹۹۴ ٬۲۰۰۸ ٬۲۰۱۰ ۲۰۱۱

## عملکرد در مسابقات ای‌اف‌سی
- جام باشگاه‌های آسیا: ۵ حضور

۱۹۸۷: مرحله گروهی
۱۹۹۳: مقدمانی – دور اول
۱۹۹۵: نایب قهرمان به  تای‌فارمرز بانک تایلند
۱۹۹۶: مرحله گروهی
۱۹۹۹: دور اول
- جام برندگان جام آسیا: ۲ حضور

۱۹۹۰–۹۱: دور دوم
۱۹۹۳–۹۴: نیمه نهایی

- لیگ قهرمانان آسیا: ۱ حضور

۲۰۱۲: مرحله گروهی

## کانون هواداران
کانون هواداران العربی در ۲۱ اکتبر ۲۰۱۵ تاسیس شد ، این کانون برای حمایت از تیم در همه ورزش ها و جمع آوری هواداران ایجاد شده است تا به فکر روش های ابتکاری برای حمایت و تشویق تیم ها در طول فصل باشند
در همان روزی که کانون هواداران تاسیس شد ، مدیریت باشگاه العربی تصمیم گرفت پیراهن شماره یک را برای همیشه بایگانی و آن را به هواداران خود هدیه کند ، هواداران به‌طور رسمی بازیکن شماره یک در باشگاه العربی شدند ، جایی که کاپیتان مسعود زارعی از شماره یک خود چشم پوشی کرد و آن را به هواداران هدیه کرد.
باشگاه العربی جزو تیم های است که بیشترین هوادار را در میان تیم های قطری دارد.

## بازیکنان برجسته
بازیکنان قطری
- ابراهیم الغانم
- عبدالعزیز کریم

بازیکنان ایرانی
- عبدالرضا برزگری
- ابراهیم قاسم‌پور
- جعفر مختاری‌فر
- شاهین بیانی
- شاهرخ بیانی
- عبدالعلی چنگیز
- کریم باوی
- مجتبی محرمی
- خداداد عزیزی
- هادی شکوری
- هادی عقیلی
- اشکان دژآگه
- جواد نکونام
- مرتضی پورعلی گنجی
- مهرداد محمدی
- مهدی ترابی
- فرشید اسماعیلی

بازیکنان خارجی
 مارکو وراتی
- اشتفان افنبرگ
- گابریل باتیستوتا
- کابوره
- باسم عباس

## مربیان پیشین
- پوروکوپیو کاردوسو
- کارلوس روبرتو کابرال
- اسوالدو د الیویرا
- زی ماریو
- رنه سیموئز
- اکرم سلمان
- جمال‌الدین موشویچ
- آناتولی آزارکانوف
- رولد پولسن
- لوئیس سانتیبانیز
- عدنان درجال
- ولفگانگ سیدکا
- ایلی بالاک
- آنری میشل
- سرچکو یوریچیچ
- ژوزه روماو
- اولی اشتیلیکه
- پریکلس شاموسکا
- سیلاس پریرا
- پیر لوچانتر
- حسن شحاته
- پائولو سزار گوسمو
- دن پترسکو
- جان‌فرانکو زولا
- خراردو پلسو